# Gustaf Herulf
Gustaf Georg Herulf, född 2 juli 1892 i Östersund, död där 4 oktober 1976, var en svensk tandläkare och professor.
Gustaf Herulf var son till lantbrukaren Georg Persson och Brita Lisa Palm. Efter studentexamen i Sundsvall 1912 studerade han några år vid Stockholms högskola och inskrevs 1916 vid Tandläkarinstitutet och avlade tandläkarexamen 1920. Från 1920 bedrev han tandläkarpraktik i Stockholm. Herulf blev 1921 assistent vid Tandläkarinstitutets tandfyllnadsavdelning och 1922 vid dess kirurgiska avdelning, 1923 assistent, tillförordnad laborator och föreståndare vid dess röntgenlaboratorium och 1935 laborator där. Han var tandläkare vid Venngarns uppfostringsinrättning 1920–1921 och innehade 1921–1930 samma tjänst vid Gålö uppfostringsinrättning, varutöver han var tandläkare vid Svenska röda korset 1925–1932. Efter kallelse av universitetet i Helsingfors där han undervisade i dental röntgendiagnostik, kom han på inbjudan av tandläkarorganisationerna i Finland, Danmark och Norge gett fortsättningskurser för tandläkarna i dessa länder. Han var professor i dental röntgendiagnostik vid Tandläkarhögskolan i Stockholm (THS) 1948–1960.
Han utgav flera arbeten om röntgendiagnostiken inom tandläkarkonsten. Åren 1921–1932 var han skattmästare vid Sveriges tandläkareförbund. 
Gustaf Herulf gifte sig 1919 med tandläkaren Nina Fahlén och fick dottern Ulla Birgitta och sonen Bengt Herulf. Herulf är begravd på Lidingö kyrkogård.